# Børnestemmer
Børnestemmer er en dansk børnefilm fra 2014, der er instrueret af Marie-Louise Højer Jensen.

## Handling
Der er to indgange til filosofien: Det gamle græske torv med dets kloge koryfæer i hvide gevandter og så børns tanker og spørgsmål. Det er derfor værd at lytte til børn og deres meninger om dagligdagens trummerum og hvad deraf følger: en totalt hærgende lillebror for eksempel, eller en snak med Gud. Eller den rette påklædning i en grisestald.